# Mariä Heimsuchung (Weihermühle)

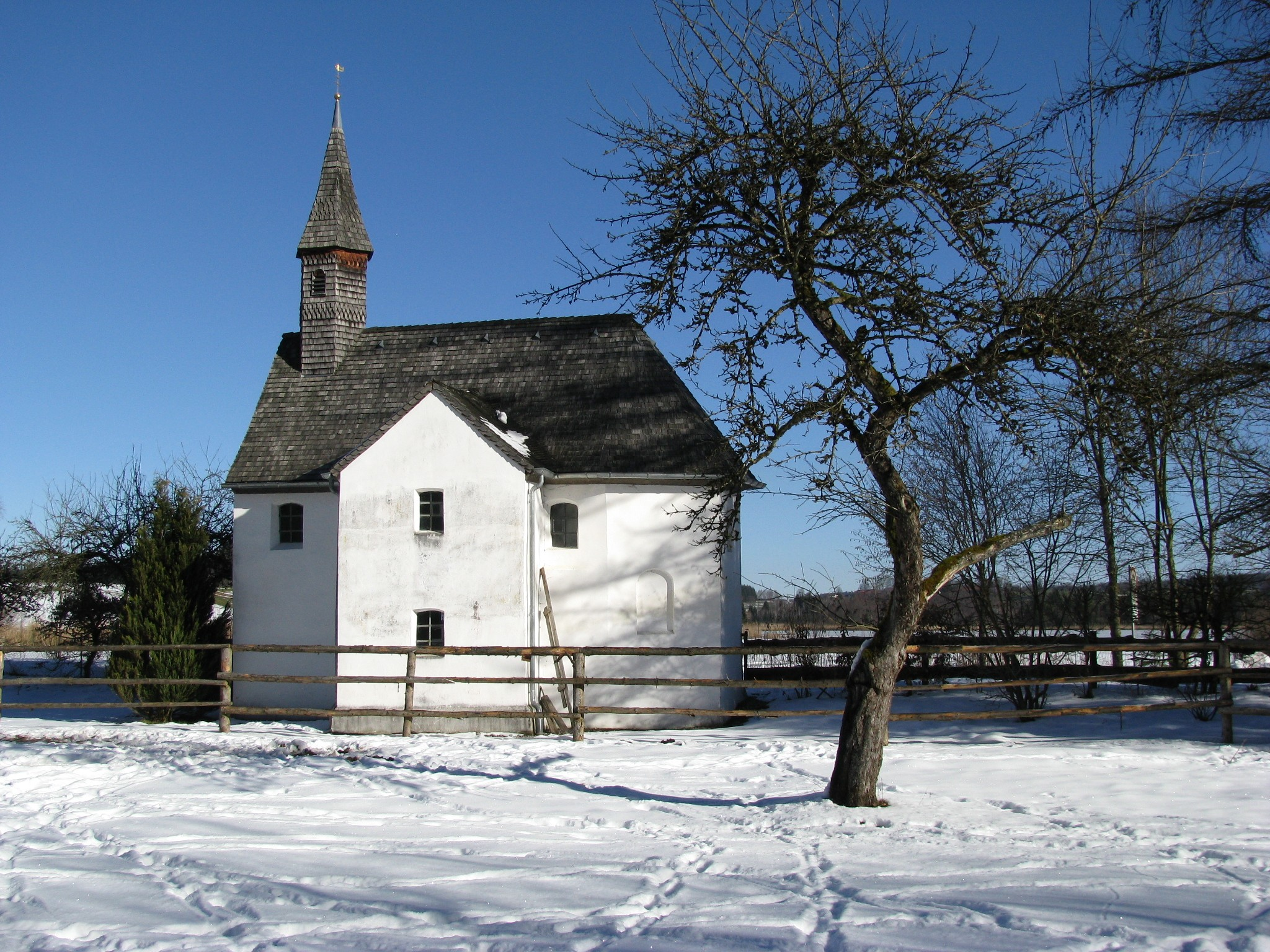
Kapelle Mariä Heimsuchung in Weihermühle

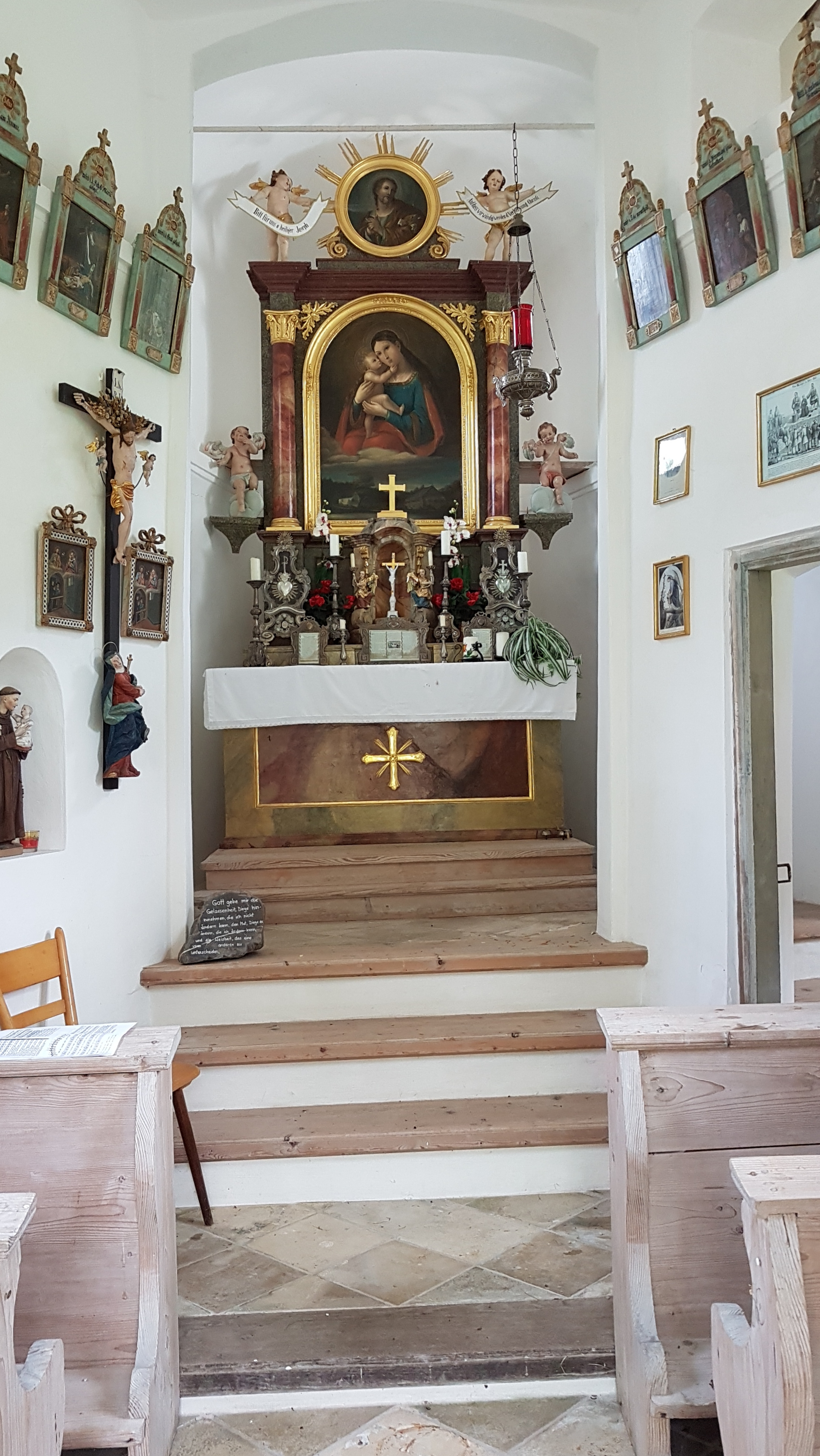
Innenansicht

Die katholische Kapelle Mariä Heimsuchung in Weihermühle, einem Ortsteil der oberbayerischen Gemeinde Egling im Landkreis Bad Tölz-Wolfratshausen, wurde um 1700 errichtet. Die Kapelle, östlich des Ortes gelegen, ist ein geschütztes Baudenkmal.
Der Steildachbau besitzt einen Dachreiter mit Spitzhelm.